# 耶德瓦布内大屠杀
耶德瓦布内大屠杀（波蘭語：Pogrom w Jedwabnem）是1941年7月10日在德占波兰耶德瓦布内镇发生的屠杀事件。至少有340名波兰犹太人（包括妇女和儿童）在屠杀中遇害，其中约300人被锁在一座谷仓里烧死。 
屠杀事件的实施者中，至少有40名与在场的德国秩序警察有牵连的波兰人。而该事件是否有其他方面的额外参与——譬如德国盖世太保和党卫队准军事部队（B别动队等）——目前仍存在争议。
在2000年-2002年，波兰政府对大屠杀进行了法医调查，包括遗址挖掘和对111名目击者的采访。由于犹太神学反对惊扰死者遗体，挖掘行动随之受限，因此目前仍然不确定大屠杀的总体进行程度。许多评论员对调查结果感到震惊，因为调查发现的行径与犹太人大屠杀期间波兰人对犹太人的救助形成了鲜明对比。 

## 背景

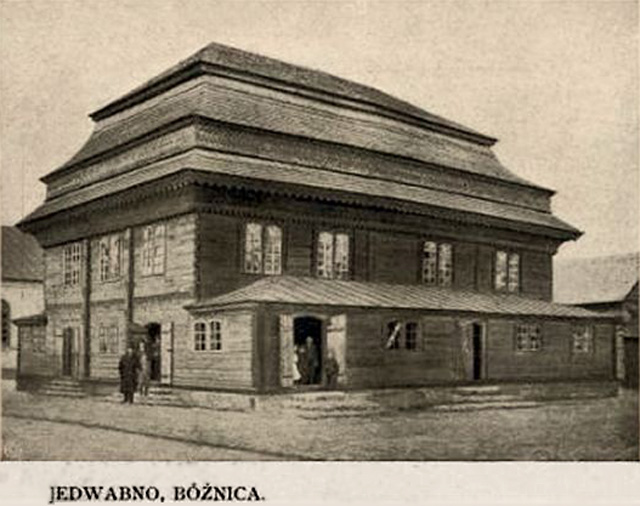
1913年之前的耶德瓦布内犹太教堂

耶德瓦布内的犹太社区成立于18世纪。20世纪30年代，居住在耶德瓦布内的总人口为2,167人，其中约有1,500名犹太人。耶德瓦布内是战前波兰的众多犹太人村镇之一——这类小城镇被波兰人占大多数的乡村包围，但城镇人口中大多为犹太人，与占少数的波兰人口共存。耶德瓦布内居民政治上支持国家民主运动：该党试图反驳所谓“犹太人对天主教波兰人的经济竞争”的威胁论，并反对约瑟夫·毕苏斯基及其继任者的波兰政府。然而，战前该镇的波兰人与犹太人关系良好，可能比该国其他地方都好。双方关系最为紧张的时刻发生在1934年，一则谣言将一名犹太妇女被杀的案件与一名天主教徒遇害的事件联系在一起。然而这一谣言还未发酵，就被一名牧师和一名拉比在一起解决了。该镇的年长居民对1906年时发生在附近的比亚韦斯托克反犹骚乱有着深刻记忆，深深记得这起俄罗斯帝国军队挑唆波兰人和犹太人相互对抗的事件。
1939年9月1日，纳粹德国入侵波兰，第二次世界大战欧洲战场开始。9月17日，苏联红军遵照《莫洛托夫-里宾特洛甫条约》入侵波兰东部地区。 耶德瓦布内地区最初由德国人占领，他们压制了当地波兰军校学员的抵抗并烧毁了犹太教堂。1939年9月28日的《德苏前线条约》将耶德瓦布内划归苏联所有。得知占领城镇的是苏联人而不是纳粹分子，许多波兰犹太人起初感到放松。与大多数波兰人不同，一些犹太人积极地欢迎红军，认为红军可以保护他们免于纳粹主义。一些来自波兰前东部领土的其他民族——特别是白俄罗斯人——也公开欢迎苏联占领。在扬·格罗斯所说的“怨恨的制度化”中，占领者利用特权和惩戒来纵容和激化当地人口之间的种族和宗教差异。
根据朱利安·巴恩斯的说法，“许多犹太人可能在苏联人于1939年首次到来时感到如释重负，因为苏联人让他们摆脱了今年早些时候入侵的反犹太纳粹分子；然而，新来的入侵者带来了他们自己的（俄罗斯和无神论者的）反犹太主义”。根据安娜·比孔特的说法，苏联人带来了俄罗斯和无神论的反宗教政策：波兰的希伯来语学校被苏联关闭，波兰认可的犹太教圣日（如赎罪日等）被苏联禁止，被苏联挪用的商店和企业也大多是犹太人的。一些犹太人（“opaskowcy”）组建了民兵组织，并帮助内务人民委员部编制流放西伯利亚的波兰人名单。比孔特写道，一名土生土长的耶德瓦布内居民Meir Grajewski（后改姓Ronen）认出了五个在城中“横行霸道”的犹太“混混”，他们向波兰人问罪，有时甚至针对犹太人同胞。共有22,353名波兰人被驱逐出附近地区；所有人被逐出时都连带着整个家庭被驱逐。红军部队征用了食品和其他物品，剥夺了当地民众的资源。伴随红军的苏联秘密警察经常逮捕和驱逐波兰公民，包括非犹太人和犹太人，并在整个地区传播恐怖。逮捕、驱逐和监狱处决的浪潮一直持续到1941年6月20日至21日，即德国巴巴罗萨行动的前夕。
继1941年6月22日德国入侵苏联之后，德国军队占领了苏联自1939起占领的波兰领土。在耶德瓦布内附近的小镇维兹纳，数十名犹太男子被党卫队一级突击队长赫尔曼·沙佩尔指挥的入侵德军枪杀；其他邻近的城镇也发生了类似事件。纳粹在当地进行宣传活动，揭露苏联在波兰东部犯下的罪行，并声称犹太人可能支持苏联人。与此同时，党卫队组织了别动队在这些地区杀害犹太人，并进行了一些屠杀行动。萊因哈德·海德里希制定了这些屠杀行动的指导方针，命令他的军官在德国军队新占领的领土上引发反犹太人事件。纳粹当局鼓励当地社区实施反犹太骚乱和抢劫，对这些举动完全不实施惩罚。.在大屠杀之前，个别的苏联勾结者，无论是波兰人还是犹太人，都遭到了私刑或判罪。
在耶德瓦布内骚乱之前的几天，随着难民从拉齐乌夫（Radziłów）和维兹纳等地逃难至该镇，镇上的犹太人口增加了。骚乱前有230名犹太人自维兹纳逃离至耶德瓦布内。
1941年夏天德国军队占领了沃姆扎（Łomża）和比亚韦斯托克地区后，23个地方发生了对犹太人的屠杀：其中有一些波兰村民参与，而德国的参与程度不等。 除了耶德瓦布内，总体规模较小的屠杀也发生在波德拉谢地区别尔斯克（Pilki村）、霍罗什奇、奇热夫、戈尼翁兹、格拉耶沃、雅希奥努夫卡、克莱什切莱、克内申、科尔诺、库兹尼察、那雷夫卡、普永特尼察、拉齐乌夫、拉伊格鲁德、索科维、斯塔维斯基、苏霍沃拉、什丘琴、特什产内、蒂科钦、瓦西尔库夫、翁索什和维兹纳。

## 骚乱

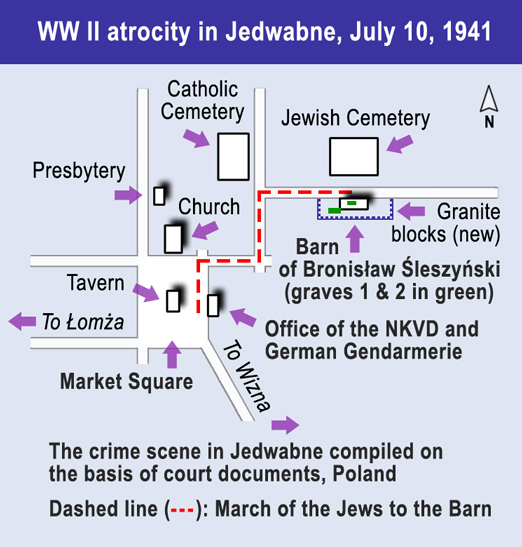
耶德瓦布内犯罪现场地图，由波兰法院文件汇编而成。犹太人前往Bronisław Śleszyński的谷仓的路线以红色标出。

关于反犹骚乱的经过有多种不同的记述。人们普遍同意，1941年7月10日早上有人在耶德瓦布内目击到德国盖世太保官员。2003年结束的波兰国家记忆研究院（IPN）法医刑事调查S 1/00/Zn 指出，当天早上来自附近村庄的波兰男子开始抵达耶德瓦布内，“打算参与对镇上犹太居民的有预谋的谋杀。“IPN发现一些犹太人从非犹太邻居那里得到警告，了解了即将发生的事情。另一个来自历史学家托马什·斯特热姆博什的说法称，附近村庄的人员是遵从马利安·卡罗拉克（Marian Karolak，德国任命的耶德瓦布内市长）和驻扎当地的德国准军事人员的命令抵达该镇的。来自耶德瓦布内和邻近定居点的一群波兰人聚集在一起，在德国的监督下围捕犹太人。当地的犹太人和从附近的乡镇寻求避难的犹太人均遭围捕。扬·格罗斯写道，骚乱中有四个人起到了主导作用，其中包括Jerzy Laudański 和 Karol Bardoń. 二人早些时候曾勾结苏联内务人民委员部，如今正试图自己重塑为德国的热心合作者身份。
人们普遍认为，犹太人被带到耶德瓦布内中心的一个广场，在那里有人命令他们拔草。这些犹太人随即被广场上聚集的来自耶德瓦布内及其周围地区的波兰人人群殴打。一些犹太人被迫拆毁苏联人树立的列宁雕像，并一边唱着苏联歌曲一遍用木制担架将其抬出城外。当地的拉比被迫带领大约40名犹太人组成的队列，其中包括洁食屠夫。这组人被带到一座谷仓后遇害，并与列宁像的碎片一起埋在一起。关于杀戮的方式有各种各样的理论；而关于德国人是否出现在谷仓、是否参与将犹太人从广场到谷仓的押送过程，也有不同的证词。一些犹太目击者报告称，德国人直接参与了在城镇广场上围捕和虐待犹太人的事件，并射杀了试图逃离燃烧的谷仓的犹太人。一部写于战争期间的日记引用了逃出耶德瓦布内和拉齐乌夫的犹太人的报告：“在当地农民的帮助下，德国人聚集了这些地方的犹太人——其中最重要的是拉比和社区领袖——集中在市场广场。起初，德国人残酷地殴打犹太人，强迫他们将自己包裹在自己的塔利特里，然后要一边唱歌一边跳舞。一切都是在棍棒和橡胶鞭子的不断殴打下完成的。最后，德国人又打又踢地将犹太人推进了一座长长的脱粒房子，然后把房子点着了。”
根据一本1963年首先以希伯来文出版的纪念书籍，“来自城镇的犹太人告诉我们可怕的事情。（设法逃离耶德瓦布内的）Rywka Kurc（现在在澳大利亚）告诉我们：在耶德瓦布内，党卫队将所有犹太人关在一座棚屋中，其中有男人、女人、孩子和老人，也包括Rywka的丈夫和两个孩子。德国人放火烧毁了棚屋，所有人都被活活烧死了。”根据另一名原耶德瓦布内居民的说法，他在大屠杀后不久遇到逃离耶德瓦布内的犹太人，这些人“告诉我们当德国人第一次进入他们的城镇时，他们把所有的犹太人赶到了一个谷仓，然后把它点着了。试图逃跑的人都被机关枪射死。“
在拉比带领的40名犹太人被杀之后，耶德瓦布内剩下大部分的犹太人（据估计约有250多人到300人） 被带到同一座谷仓，被锁在里面，并用来自苏联补给的煤油活活烧死（另有说法称用的是德国汽油）。两组犹太人的遗体被埋在谷仓的两个乱葬坑里。受害者包括妇女、儿童和婴儿。
许多目击者报称看到德国摄影师拍摄了大屠杀的照片。一些消息来源说，德国人制作了一部关于这次大屠杀的电影，并在华沙的电影院放映，影片记录了当地人对犹太人的所谓自发仇恨。目前没有找到任何痕迹能证明这样一部电影的存在。

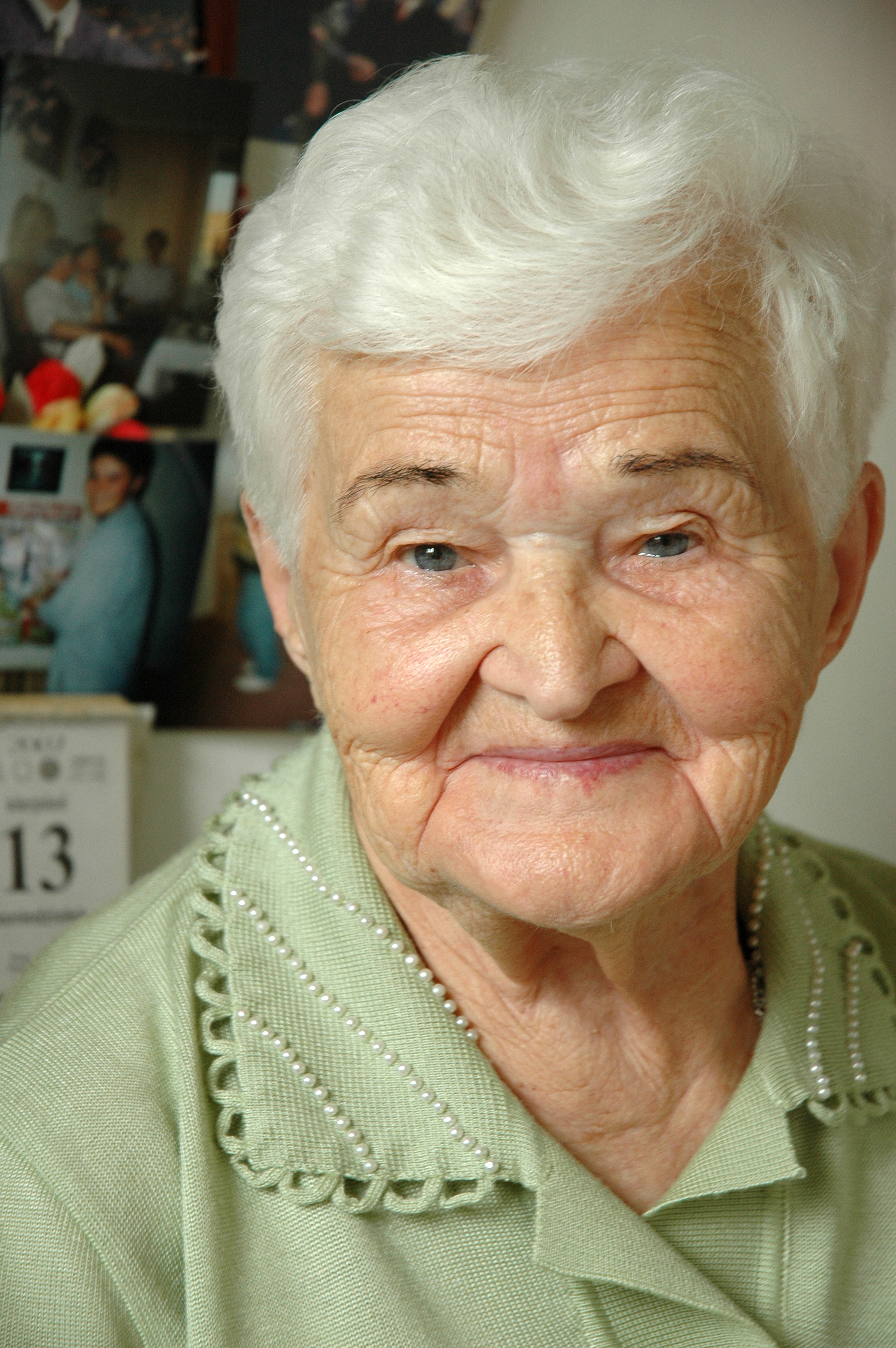
安东尼娜·维日科夫斯卡，2007年

有100至125名犹太人在逃离大屠杀后返回了耶德瓦布内。他们居住在一个开放的隔都，然后在1942年11月被转移到沃姆札隔都。一些耶德瓦布内犹太人逃到了其他城镇。1942年11月，当德国人开始将隔都居民装火车送往奥斯威辛集中营灭绝时，7名幸存的耶德瓦布内犹太人再次逃离，成功抵达附近的小村杨切夫科。尽管遭受来自邻居的敌意，以及遭到德国人搜查财产，波兰农民安东尼娜·维日科夫斯卡和她的丈夫亚历山大·维日科夫斯基（Aleksander Wyrzykowski）在1942年11月至1945年1月期间庇护了七名耶德瓦布内犹太人，长达二十六个月。维日科夫斯基一家庇护的犹太人包括Moshe Olszewicz，他的妻子Lea和他的兄弟Dov；Jacob Kubran 与 Lea Kubran； Józef Grądowski；以及Szmuel Wasersztajn，他后来提供了关于大屠杀的证词。战争结束后，维日科夫斯基夫妇因为他们所做的事而遭到骚扰和殴打。 
维日科夫斯基夫妇不得不三次搬家躲避骚扰殴打，最终搬到华沙附近的米拉努韋克。1976年，这对夫妇被授予以色列的国际义人荣誉称号。安东尼娜·维日科夫斯卡后来还被波兰总统莱赫·卡钦斯基授予指挥官十字级波兰复兴勋章。

## 1949-1950年的审判
战争结束后，在1949年至1950年期间，波兰人民共和国当局逮捕并审问了耶德瓦布内镇及其周边地区的一些嫌犯，指控他们在反犹骚乱中勾结德国人。当局审判了这些波兰人；在22名被告中，没有一人受过高等教育，三人是文盲。12人被判犯有对波兰的叛国罪，其中一人被判处死刑。
记录显示，安全办公室在审讯期间施加了肉体酷刑，导致其中一些男子屈打成招——这些人后来在法庭上翻了供。在屈打成招下给出证词又翻供的被告包括 Józef Chrzanowski, Marian Żyluk, Czesław Laudański, Wincenty Gościcki, Roman Zawadzki, Jan Zawadzki, Aleksander Łojewski, Franciszek Łojewski, Eugeniusz Śliwecki, Stanisław Sielawa等人；他们被宣判无罪并被法庭释放。
违规审讯方法的使用得到了公安部长斯坦尼斯瓦夫·拉德基耶维茨（Stanisław Radkiewicz）的确认，他在一份内部备忘录中承认对调查的“修正”手段包括殴打，完全遗漏情况和证据，以及将证词内容改写为可以帮助起诉但并没有反映现实的内容。法庭没有联系任何一个在耶德瓦布内救过犹太人的波兰人，也没有试图确定受害者的名字。没有人寻找已经消失的市长马利安·卡罗拉克，并且没有人试图确认犯罪时到场的德国部队。然而法院的确确认，被告参与骚乱时遭到了德国警方威胁，以及身体暴力行为的胁迫。

## 1960-1965年德国调查
苏德战争爆发后，莱因哈德·海德里希下令他的安全部队“清理”边境地区的犹太人，导致了额外的别动小队的组建。纳粹赶走了苏联部队和内务人民委员部的勾结者，这一举动受到了波兰人民的热烈欢迎；海德里希由此受到启发，指示阿图尔·内贝在比亚韦斯托克区组织反犹骚乱（即“自我清洗”）。7月2日至3日，内贝给手下包括沃尔夫冈·比尔克内尔在内的指挥官安排了新的职责；但他警告说，党卫队在骚乱中的参与应当“不留痕迹”。
1960年，西德检察机关调查了党卫队一级突击队中队长沃尔夫冈·比尔克内尔，认为他涉嫌参与1941年发生在耶德瓦布内、拉齐乌夫和翁索什的大屠杀。这些指控是基于波兰犹太人中央委员会比亚韦斯托克分会长西蒙·达特纳的研究做出的。德国检察机关没有发现确凿的证据证明比尔克内尔的参与，但他们在调查过程中发现了一个新的德国证人——沃姆扎的前党卫军区行政督察专员（Kreiskommissar）。证人指出在骚乱发生时，党卫队二级突击队中队长赫尔曼·沙佩尔指挥的准军事组织别动队B已部署在耶德瓦布内。沙佩尔的死亡中队在拉齐乌夫大屠杀中使用的手段与三天后的耶德瓦布内骚乱中迫害犹太人的手段完全一致，这表明沙佩尔的部队参与了耶德瓦布内的骚乱。 
1963年，波兰自由与民主斗士协会在耶德瓦布内安置了受害者纪念碑。纪念碑的题词是：“此处是犹太人口遭到毁灭的地方。1941年7月10日，盖世太保和纳粹宪兵在这里烧死了1600人。”

西德人收集的证据，包括来自沃姆扎、蒂科钦和拉齐乌夫的证人对沙佩尔的指认，表明的确是在沙佩尔的人在这些地方实施了杀戮。调查人员还怀疑，基于1941年7月至9月期间拉齐乌夫、蒂科钦、鲁特基、贊布魯夫、耶德瓦布内、皮奥特尼察和维兹纳等地犹太社区被毁方法的相似性，沙佩尔的人也是这些地方的肇事者。——亚历山大·罗西诺
在随后于1964年在路德维希堡进行的德国调查中，沙佩尔向审讯人员撒谎，声称他在1941年是一名卡车司机。对被告的法律诉讼于1965年9月2日终止，但沙佩尔的案件于1974年重新开启。在第二次调查期间，范·德·格罗本伯爵（van der Groeben）作证说，确实是沙佩尔在他所在的地区大规模处决了犹太人。1976年，黑森州吉森的德国法庭宣布，沙佩尔因党卫队切哈努夫-普沃茨克突击队对波兰人和犹太人的处决，被判有罪。沙佩尔被判处六年徒刑，但很快因医疗原因被释放。 根据德国联邦检察官的说法，他的调查记录已无法找到，很可能已被销毁。

## 2000-2003年波兰国家记忆研究院调查
波兰裔美国历史学家扬·格罗斯（Jang T. Gross）的著作《邻居》（Sąsiedzi）初版以波兰语书写，其结论在历史学界引发了激烈辩论。随后，波兰议会于2000年7月下令对耶德瓦布内暴行进行新的调查。议会委托国家记忆研究院转发其调查结果，以便采取可能的法律行动。当时刚刚成立不久的波兰国家记忆研究院（IPN）是波兰纳粹罪行调查委员会的独立继承人，在苏联解体之后不久成立。IPN主要作用是促进对共产党统治时期（1945-1989）被禁止40多年的历史课题的研究，其中包括苏联占领区境内的反犹骚乱相关课题。IPN的第一个项目是对耶德瓦布内反犹骚乱的调查，以回应格罗斯的著作出版后主要历史学家之间的激烈争论。格罗斯的书促成了调查，但早在1966年12月西蒙·达特纳就率先在犹太历史学会比亚韦斯托克公报（第60号）中发表了类似结论的学术分析，随后由德国当局在1976年协助进行了简短调查。

### 调查进程
在两年的时间里，IPN的调查人员采访了大约111名证人。证人主要来自波兰，也有些来自以色列和美国。三分之一的IPN证人是耶德瓦布内反犹骚乱某些部分的目击证人。由于事件发生在59年前，调查时健在的证人在骚乱发生时大多都是孩子，因此他们的回忆也各不相同。IPN还在华沙、比亚韦斯托克和沃姆扎的波兰档案馆，德国的档案馆以及以色列犹太大屠杀纪念馆中搜索和检查了波兰档案中的文件。 
2001年5月至6月，IPN调查了当年的谷仓现场，部分发掘了骚乱中人数最多的犹太受害者群体丧生地。由于遭到宗教方面的异议，挖掘行动的范围受到严格限制。发掘的反对者认为，犹太教的教义反对惊扰死者遗体的行为。格罗斯批评了限制挖掘行动的决定。约瑟夫·波拉克（Joseph Polak）拉比也对这一决定提出异议，声称犹太律例要求将尸体重新安葬在适当的墓地。 
卡廷大屠杀的遗址曾有类似的发掘行动，以调查苏联在1940年杀害22,000名波兰战俘的事件。参考卡廷大屠杀现场发掘的成果，IPN的法医检查员估计耶德瓦布内的埋葬地点包含300至400名受害者的遗体。在两个乱葬坑中有烧焦的尸体，还有列宁半身像的碎片（以前曾被假定埋在犹太人公墓）。IPN起初认为遗址中回收的子弹维德国制，证明德国士兵确实开枪射杀过逃离谷仓的犹太人；然而IPN几个月后对子弹的分析表明它们来自一个完全不同的历史时期。
IPN主席莱昂·基耶列斯（Leon Kieres）也在纽约会见了雅各布·贝克拉比（Jacob Baker）。贝克原名为雅科夫·埃利泽尔·皮卡尔兹（Yaakov Eliezer Piekarz），于1938年从耶德瓦布内移民到美国。2001年1月，基耶列斯（Kieres）在访问纽约时说，IPN已经积累了足够的证据证实一群波兰人是耶德瓦布内大屠杀的肇事者。IPN的证据随后在IPN向波兰议会的报告和其他各种公开声明中展示。虽然IPN的调查还持续了两年，但截至2001年初，波兰人参与耶德瓦布内大屠杀的调查结果已经在波兰人尽皆知。 

### IPN的最终结果（2002-2003年）
2002年7月9日，IPN公布了其为期两年的调查的最终结果。在首席检察官拉多斯瓦夫·伊格纳蒂耶夫（Radosław J. Ignatiew）的总结中，IPN发布了主要结果《对1941年7月10日耶德瓦布内镇波兰犹太公民遭谋杀的S 1/00/Zn调查的发现》： 
- 从狭义而言，犯罪的肇事者是耶德瓦布内及周围地区的波兰居民。从广义而言，犯罪的责任可以归咎于德国人。IPN发现波兰人在大屠杀中发挥了“决定性作用”，但大屠杀是“德国人煽动的”。大屠杀是在德国人的见证下进行的；德国人当时全副武装，而且控制了城镇，但没有干预并制止杀戮。IPN写道：“德国军警......和其他穿制服的德国人......的存在等同于对犯罪的准许和容忍。”
- 在骚乱中至少有340名犹太人被杀，分为两组。其中第一组包含40至50名男子，第二组约有300人。确切的受害者人数无法确定。先前估计的1,600人遇害的数字“极不可能，并且在调查过程中未得到确认。”[73]
- “至少四十名（波兰）男子”是犯罪的肇事者。IPN发现大多数耶德瓦布内居民“完全被动”，并没有参与大屠杀。IPN写道：“根据调查中收集的证据，不可能确定面对犯罪时大多数城镇被动的原因。尤其无法确定的是，这种被动性是由于认同犯罪，还是由于肇事者行为之残忍所造成的恐吓。”[74][75]
- 一些目击者证实，德国人将犹太受害者群体从耶德瓦布内镇广场驱赶到他们被杀害的谷仓（这些证词见于2003年6月发表的203页的扩展调查结果）。IPN最终无法证明也不能反驳这些证词。“证人的证词在这个问题上存在很大差异。”
- 在大屠杀中有“一群犹太人幸存下来”。几十个（几个消息来源称约有一百个）犹太人居住在耶德瓦布内的隔都，到1942年11月被德国人转移到沃姆扎的隔都。这些人最终被驱逐到特雷布林卡灭绝营后被杀害。被维日科夫斯基一家藏匿的七名犹太人并不是耶德瓦布内大屠杀仅有的幸存者。

IPN于2003年6月30日发布了大幅扩展的调查结果，共计203页波兰文本。2002年7月9日的原始版本为本文件最后五页。调查结果的第60-160页包含了IPN采访的众多证人的证词摘要。IPN在网站上发布了完整的203页文本，详细介绍了这次政府主导的调查。调查文本得到了波兰语文档《在耶德瓦布内周围》（Wokół Jedwabnego）的补充：其第一卷为骚乱的相关研究，共525页；第二卷有1,034页，是骚乱的相关文档汇总。
基耶列斯在2002年2月27日的波兰议会会议上发表了IPN报告。小反对党波兰家庭联盟称基耶列斯是“犹太人的仆人”，并指责他和总统亚历山大·克瓦希涅夫斯基“对波兰民族处以石刑”。该党议员安东尼·马切列维奇对IPN的结论提出正式投诉，反对“犯下耶德瓦布内大屠杀的是波兰人而不是德国人”的结论。
波兰文化人类学家Ludwik Stomma质疑IPN对受害者数量的下调，反对IPN的结论“大屠杀由波兰人直接实行，但由德国人煽动”，并表示这一提法旨在取悦政治右派。
约安那·米希里茨称IPN的活动是“对大屠杀非常专业的法医调查”。她补充说：“由莱昂·基耶列斯领导的IPN小组成员拒绝屈服于极保守阵营呈现的罪行版本，因此遭到民族主义媒体的攻击。”
扬·格罗斯称赞了IPN调查的行为。他本人的研究结果被纳入波兰中学历史课本。
2003年6月30日，检察官拉多斯瓦夫·伊格纳蒂耶夫宣布，截至当时针对“1941年7月10日耶德瓦布内的至少340名波兰籍犹太公民被大规模杀害”进行的调查中，并未发现仍然在世但从未被绳之以法的耶德瓦布内暴行嫌犯，因此IPN调查现已结束。
调查结束后，新的档案证据证实，德国人雇用有偿代理人来煽动反犹骚乱。检察官伊格纳蒂耶夫说：“很明显，波兰人不能在德国占领的领土上随心所欲地做事。因此他们无法组织反犹骚乱。这些骚乱是由德国人组织的：正如文件显示的那样，德国人准备好组织反犹骚乱，并（从他们的经纪人那里）提前获悉哪些波兰人因为犹太人向苏联揭发他们的亲戚而痛恨犹太人，哪些是给钱就能杀人的强盗。德国人选择这两种人组织骚乱，将这些人变成通常的犯罪团伙。”

## 纪录片
波兰电影制片人阿格涅什卡·阿诺德制作了两部纪录片，采访了耶德瓦布内大屠杀的目击者。《我的大儿子该隐在哪里》（Gdziemójstantzysyn Kain, 1999年）中采访了什穆尔·瓦瑟施塔因（Szmul Wassersztajn），以及那座杀人谷仓主人的女儿。《邻居》（Sąsiedzi，2001年）更深入地探讨了反犹骚乱的问题。扬·格罗斯的著作与此同名，与阿诺德就标题达成了一致。阿诺德的作品中介绍了耶德瓦布内市长柯西什托夫·戈德列夫斯基（Krzysztof Godlewski），相关调查行动和屠杀纪念的先驱。 
大屠杀及其后果也是Haim Hecht的纪录片《两座谷仓》（Two Barns，2014年）的主题。纪录片的标题是谢瓦·维斯教授使用的短语。维斯教授曾任以色列议会发言人和以色列驻波兰大使，在战时他被波兰村民藏在谷仓里而免于一死。2001年的纪念仪式上，他在耶德瓦布内谷仓被烧毁的地方（乱葬坑）讲述了这一事件。此外，扬·格罗斯亦在此片出境；这部电影中还有其他著名的大屠杀历史学家，以及诺贝尔奖获得者維斯拉瓦·辛波絲卡。

## 专著
耶德瓦布内的相关论辩最重要的特征之一是，它的主要内容不是波兰人与犹太人间的争议，而是波兰社会中的争议，主要是波兰历史学家和知识分子间的争议。——E. Barkan, E.A. Cole, K. Struve，《Shared History – Divided Memory》, 2007.

### 扬·格罗斯的《邻居》（2000-2001）
扬·格罗斯的《邻居》（Sąsiedzi）在波兰引发了一场为期两年的密集辩论，各方关于第二次世界大战中的波兰人-犹太人关系各执一词。在《邻居》中格罗斯给出了一个扣人心弦的记述，保护犹太人遭到攻击、围捕和杀害的可怕场景；描述“在1941年7月的一天，一座东欧小镇的一半人口杀害了另一半人——约1,600名男子、妇女和儿童。”是怎样发生的。格罗斯得出结论认为，耶德瓦布内的犹太人不是被德国人围捕，而是被他们自己波兰邻居的暴徒杀死。格罗斯写道：“这不仅仅是在这部剧中自己演绎出来的角色的问题，而且也是一个人在二十世纪极权主义政权中会遇到的激励的逻辑”。
格罗斯认识到德国军队在大屠杀期间驻扎在耶德瓦布内，并且德国占领军控制了该镇：“当时，耶德瓦布内无可争议的掌控生死的老板是德国人。未经他们同意，不得在那里进行持续的有组织活动。“然而，格罗斯得出的结论是，大屠杀完全由来自耶德瓦布内和周边地区的波兰人进行。格罗斯断言，波兰肇事者不是德国人强迫的
格罗斯的一个主要来源是犹太人什穆尔·瓦瑟施塔因写下的记述；这一记录早已为人所知，于1945年存放在波兰比亚韦斯托克的犹太历史学会。格罗斯的另一个主要来源是1949年至1950年期间斯大林主义者调查审判的宣誓书和记录。瓦瑟施塔因并不是1941年7月10日事件的目击者，因为他在骚乱当天躲在耶德瓦布内附近的一个藏身处。 然而，瓦瑟施塔因是1941年6月25日事件的目击者，他说：
我亲眼看到他们怎么杀害了53岁的卡伊察·瓦瑟施塔因（Chajca Wasersztein）；雅库布·卡茨（Jakub Kac）；以及艾里亚什·克拉维耶斯基（Eliasz Krawiecki）。 卡茨被用砖头砸死，克拉维耶斯基被刀捅了——人们挖出了他的眼睛，还割了他的舌头。他遭受了12小时的非人痛苦，直到去世。同一天，我看到了一个可怕的景象。当28岁的卡亚·库布尔赞斯卡（Chaja Kubrzanska）和26岁的巴希亚·宾斯坦（Basia Binsztein）明白发生了什么时（两人都抱着婴儿），她们去了池塘，把孩子和自己一块淹死，而不是落入凶手的手中。她们把孩子扔进水里，用自己的双手把孩子淹死。宾斯坦跳了进去，立刻沉入了池塘底；而库布尔赞斯卡仍然挣扎了好几个小时。聚集在池塘周围的暴徒表现得好像是见证了一场奇观一样。他们告诉她面朝水躺下，可以淹死得更快。当她看到孩子们已经死了，就把自己丢进水里淹死了。——什穆尔·瓦瑟施塔因（七名犹太人幸存者之一）关于耶德瓦布内犹太人大屠杀的证词，1945年4月5日
然而，另一位目击者利夫卡·弗格尔（Rivka Fogel）给出了不同的版本： 
在德国人进入耶德瓦布内市的第一天，他们杀害了马鞍匠雅科夫·卡茨（Yakov Katz）、裁缝艾里·克拉维耶斯基（Eli Krawiecki）、铁匠什穆埃尔·韦恩斯坦（Shmuel Weinstein）、商人莫舍·菲施曼（Moshe Fishman）、科内·戈德贝格（Choneh Goldberg）和他的儿子。亚伯拉罕·库布赞斯基（Avraham Kubzanski）的妻子和绍尔·宾斯坦（Saul Binshtein）的妻子是两姐妹，她们的丈夫在遭受德国人的可怕惩罚后跟着俄国人离开了。她们决定结束自己和自己孩子的生命。她们互相交换孩子，然后一起跳入深水中。站在附近的非犹太人将她们拉出来，但她们设法再次跳入并最终淹死。
一些波兰读者拒绝承认格罗斯的书是耶德瓦布内骚动的记述。虽然一些波兰历史学家称赞了格罗斯，认为他让人们开始关注一个五十年来没有得到足够重视的话题；但有几个人批评他在著作中包括了未经证实的说法，而且只要存在相互矛盾的说法时，从来只选择波兰人最差的一面记述。
美国大屠杀纪念博物馆大屠杀高级研究中心历史研究学家亚历山大·罗西诺评论说：“格罗斯写道，耶德瓦布内和比亚韦斯托克以西的其他小城镇的波兰人参与了对当地犹太人的谋杀，这样的文字挑战了波兰的长期观念：即所有波兰人——基督徒和犹太人——在纳粹统治下都遭受了同样的痛苦。格罗斯的描绘也深深地冒犯了波兰人，他们紧紧咬定他们的同胞从未与德国人合作的这一神话。但是，尽管《邻居》对持续至今的波兰犹太人大屠杀历史重审做出了贡献，格罗斯未能检查德国记述的来源，造成了他对这些事件的描述的根本缺陷。其结果是一个偏斜的历史，其中完全没有调查该地区的党卫队行动，也没有德国人与波兰人口的互动。”

### 《在耶德瓦布内周围》（2002）
《在耶德瓦布内周围》（Wokół Jedwabnego）用波兰语写成，是国家记忆研究院（IPN）官方出版的2000-2003间IPN调查所产生的两卷本文集。第一卷《研究》共525页，包含为IPN工作的历史学家所撰写的历史和法律研究。第二卷《文档》共1,034页，包含IPN调查中收集的原始文件。其中包括波兰人犯下的各种反犹太主义行为的犹太人证词；以及被驱逐到西伯利亚的波兰学校教师的证词，其中报告称，犹太共产党人已被调到波兰东部苏联占领区当局的权力职位。第二卷还包括一部由希伯来语翻译成波兰语的重要回忆录，由拉齐乌夫的卡亚·芬克尔施塔因（Chaya Finkelsztajn）撰写，描述了1939年至1941年苏联占领期间的生活条件，以及1941年巴巴罗萨行动的德国入侵。卡亚·芬克尔施塔因在一位波兰天主教神父的同意下受洗为基督徒，随后在极度危险和困难的情况下活过了1941年至1945年的德国占领。后来她移民到以色列，在那里写了她的回忆录。 

### 《<邻居>的回应》（2003）
2003年，布兰戴斯大学的 Joanna Michlic 和 Antony Polonsky教授出版了大量来自波兰国内和国际上的相关辩论的文章。文集题为《<邻居>的回应：波兰耶德瓦布内大屠杀的争议》（The Neighbors Respond: The Controversy over the Jedwabne Massacre in Poland）。该书包括IPN发布的《对1941年7月10日耶德瓦布内镇波兰犹太公民遭谋杀的S 1/00/Zn调查的发现》，以及在2002年IPN结论发布前在波兰《共和国报》和《选举报》等日报上发表的文章。本书包括扬·格罗斯的《邻居》出版前发表的文章。其他贡献者包括托马什·斯特热姆博什、博格丹·穆夏尔、达利乌什·斯托拉等；此外还有波兰国外的以色列·古特曼、伊斯特万·迪克和理查德·卢卡斯。该文集包含一些档案文件和文章，涵盖整个1939年至1941年期间。

### 《耶德瓦布内大屠杀，1941年7月10日》（2005）
马雷克·扬·霍达基耶维茨的著作《耶德瓦布内大屠杀，1941年7月10日：发生前、发生时和发生后》（The Massacre in Jedwabne, July 10, 1941: Before, During, and After）基于对战后可用证据的研究写成，其观点挑战扬·格罗斯对屠杀事件的解释。本书表明参与大屠杀的德国人数远远超过此前的假设，其中包括从沃姆扎抵达的党卫队成员，从四五辆卡车中蜂拥而出，并在第一批犹太人和波兰人到达骚乱现场之前恐吓当地居民。
约安那·米希里茨对霍达基耶维茨的书做出评论：“这本书不认同波兰的复杂历史，也不接受波兰人（民族）的复杂形象：在波兰人的复杂形象中，波兰人不仅被描述为英雄和受害者的形象，还被描绘为作恶者的形象，对波兰的犹太人和其他少数民族和文化少数群体的代表犯下罪行。”
彼得·罗贝尔对此书评论道，霍达基耶维茨的目标在引言中已经阐明，意在显示扬·格罗斯的错误。根据罗贝尔的说法，“每个章节包含的争议性材料都足以进行单独讨论”，但他专注于霍达基耶维茨对格罗斯工作的分析。罗贝尔承认霍达基耶维茨提出了一些好的论断，但这些亮点“被众多缺陷所掩盖”，缺乏比例感，并有选择性地使用支持作者观点的信息来源。根据罗贝尔的说法，这本书有一个“可见的政治议程”，并且“难以阅读、并非原创、令人恼火、难以服众”。
彼得·斯达库拉写道：“关于波兰-犹太人关系的重要辩论必须继续在知情且公正的审查、分析和解释的基础上发展，并参考经过认证的可靠证据——正如霍达基耶维茨教授巧妙展示的那样。”作为回应，米希里茨和安东尼·波隆斯基给《历史》杂志的编辑写信，表示强烈反对斯达库拉评论的内容和基调。根据二人的说法，霍达基耶维茨的结论和斯达库拉的赞赏评论偏离主流观点，与大多数研究过耶德瓦布内大屠杀的历史学家（包括IPN）所接触的结果相去甚远。斯达库拉回应他们的批评时，反唇相讥称米希里茨和波隆斯基才是研究界的例外。

### 辩论
从2000年5月开始，耶德瓦布内大屠杀一直是波兰媒体讨论的热门话题。波兰日报《共和国报》编制的清单列出了130多篇文章，还只是2000年至2002年发表的部分。天主教期刊《连接》发表了一部文集《汝不可杀人：波兰人谈耶德瓦布内》（Thou shalt not kill: Poles on Jedwabne），收编了辩论时期的34篇文章。文集有英文版本。

## 2001年纪念日演讲和波兰民众观点
2001年7月，在骚乱60周年之际，波兰总统亚历山大·克瓦希涅夫斯基出席了在耶德瓦布内举行的仪式。总统在仪式上发表讲话，声明骚乱的凶手是波兰人，他们的罪行既反对犹太民族，也反对波兰。总统在讲话中称凶手是被德国占领者煽动的，但他们自己也要承担犯罪的负担。在排除集体责任概念的同时，他也以一个“相信一个人不能既为波兰的历史感到骄傲，又不为波兰人对他人所做的邪恶感到痛苦和羞耻”的人的名义寻求宽恕。天主教和犹太教的宗教领袖与骚乱的幸存者参加了仪式。大多数耶德瓦布内的当地人抵制了仪式。
以色列驻波兰大使谢瓦·维斯教授也发表了讲话。他说，耶德瓦布内是“当时波兰的典型代表——一个色彩缤纷，极具诱惑力的世界，也是波兰和意第绪语几乎可以互换的地方。”他说，与耶德瓦布内的犹太人曾友好相处的人“袭击他们的犹太邻居，将他们拖到当地的谷仓，然后将他们活活屠杀并烧死。”维斯讲述了他在波兰的出生，他了解其他邻居和其他谷仓；正是多亏了这些邻居和谷仓，他和他和他的家人才在大屠杀中幸存下来。“我代表以色列国来到这里……在我们之中也有些这样一些大屠杀幸存者，他们的生命因波兰邻居的勇敢行动而得救。”他称赞波兰的研究和调查过程，并特别呼吁波兰的年轻人“坚决反对任何反犹太主义、种族主义、仇外心理、以及任何邪恶和残忍的表现。”
波兰公众对耶德瓦布内大屠杀的认识程度非常高。《共和国报》2001年3月的民意调查发现，有一半波兰人知道耶德瓦布内大屠杀，而在受过高等教育的波兰人中，这一比例上升到81％. 40％的受访者支持克瓦希涅夫斯基总统为屠杀罪行道歉的决定。大多数人谴责参与耶德瓦布内大屠杀的波兰人的行动。
诺贝尔和平奖获得者，前波兰总统莱赫·瓦文萨对道歉评论道：“发生在耶德瓦布内的罪行是对犹太社区与苏联占领者勾结的报复。波兰人已经多次向犹太人道歉；我们正在等待对方的道歉，因为许多犹太人都是无赖。”
波兰犹太人对话与和解的主要活动家斯坦尼斯瓦夫·穆西亚夫神父说：“人们不会感到惊讶的是，在关于耶德瓦布内的真相公布之后，舆论已经分裂成两个阵营。其中一方无疑是占多数的，位于中间派和政治右派，在全国范围内思考。这一阵营要么否定波兰人参加耶德瓦布内骚乱，要么试图淡化波兰人的作用……第二个较小的阵营将耶德瓦布内真相的出版看作厘清波兰占领时期记忆的机会，并将其看作对今天波兰打击反犹太主义运动的刺激。”
20世纪60年代，在耶德瓦布内有一座纪念碑，上面写着：“犹太人遭受苦难的地点。盖世太保和纳粹宪兵在1941年7月10日活活烧死了1600人。”2001年3月，这块纪念碑被拆除。2001年7月现场放置了一座新的纪念碑，上面有波兰语、希伯来语和意第绪语的铭文：“纪念耶德瓦布内和周边地区的犹太人，男人、女人和儿童，这片土地的共同居民，他们在1941年7月10日在此处被杀害并活活烧死。”
2001年8月，耶德瓦布内市长柯西什托夫·戈德列夫斯基（Krzysztof Godlewski）宣布辞职，以抗议无法得到当地议会对大屠杀纪念活动的多数支持。戈德列夫斯基是一位纪念耶德瓦布内大屠杀的先驱。他后来获得了扬·卡尔斯基人道主义奖。.

## 活动，2006年至今

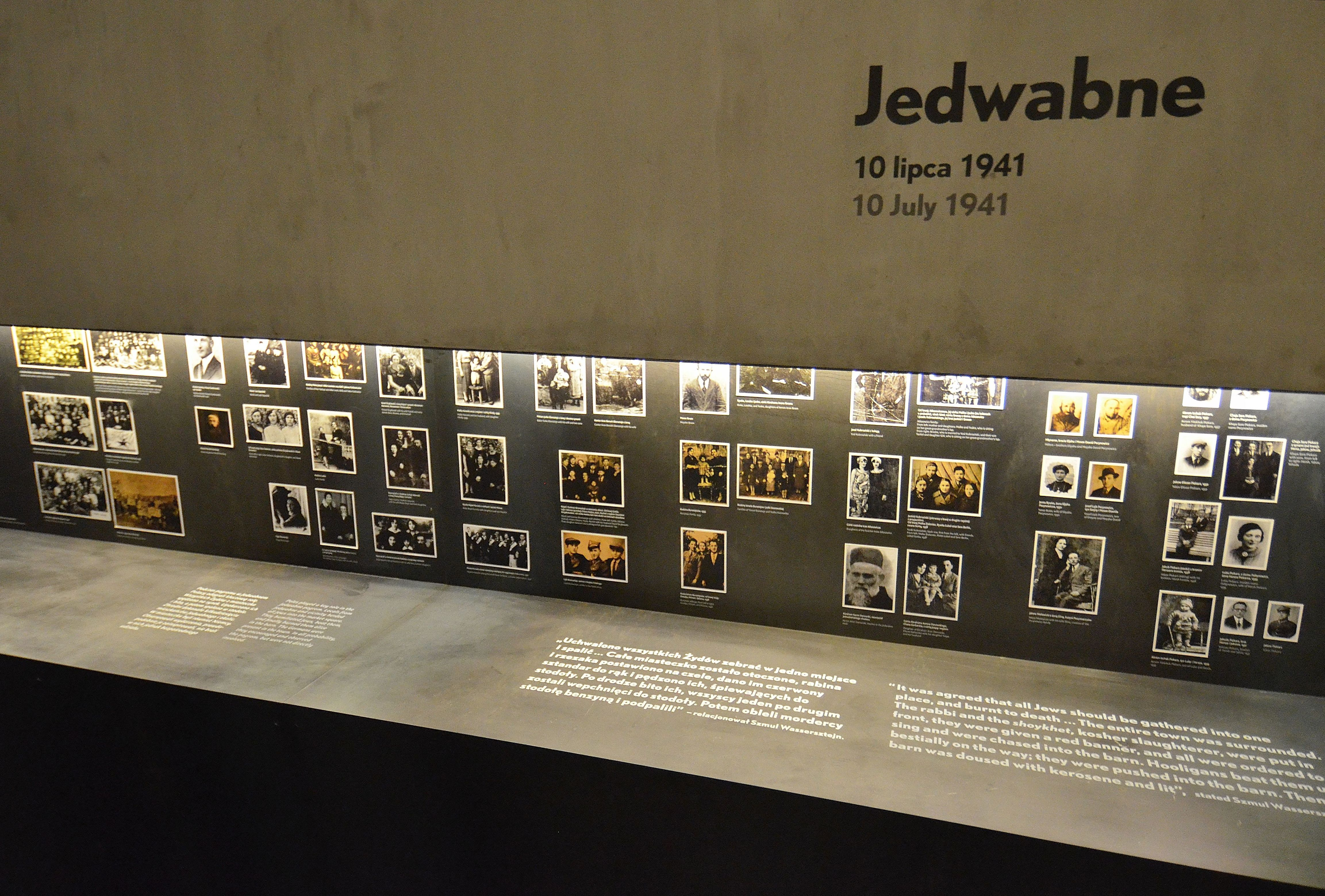
在华沙波兰犹太人历史博物馆举办的耶德瓦布内反犹骚乱核心展区的一部分

在2006年7月7日的圆桌讨论会上，扬·格罗斯说：“我在书中（《邻居》）曾三次重申，谋杀是按照德国人的命令发生的”。（“mord był z rozkazu Niemców”）
2008年，波兰历史学家伊沃·泽普里安·伯格诺夫斯基在他位于美国的住所为TV Trwam录制了45分钟的讲座。他指出，在第二次世界大战中，将人们赶入谷仓然后把它点燃，是德国人在法国、波兰、白俄罗斯和乌克兰经常使用的标准作业程序；耶德瓦布内的波兰居民没有足够的手段来执行耶德瓦布内的谋杀；战争结束后，一名德国军官因耶德瓦布内的事件被西德法院判处六年监禁。伯格诺夫斯基提供了额外的确凿证据，证明此事的罪责完全归于德国人。TV Trwam在接下来的几年中多次播放他的讲座，通常是在耶德瓦布内大屠杀的纪念日。
2009年，波兰政治家米哈乌·卡明斯基遭到英国工党和一些英国记者的攻击，因为他曾在2001年反对波兰国家对耶德瓦布内大屠杀的道歉。卡明斯基被任命为欧洲议会的欧洲保守派和改革主义者组织主席之后不久就遭到了批评，该组织中即包括英国工党的对手英国保守党。.卡明斯基否认他反对道歉是源于反犹太主义；他还得到了保守派和一些记者的辩护，其中包括《犹太纪事报》的编辑斯蒂芬·波拉德（Stephen Pollard）。
2009年，波兰剧作家塔德乌什·斯沃波吉亚内克（Tadeusz Słobodzianek)的剧作《我们班》（Our Class）在英国上演。该剧展现了大屠杀期间一个小镇上的波兰人屠杀犹太人的事件，并以耶德瓦布内大屠杀为基础，但全剧没有提到耶德瓦布内的名字。《每日电讯报》的一篇评论认为，剧中歪曲波兰人“蠢蠢欲动地将德国入侵作为借口，以暴力发泄他们根深蒂固的反犹太主义”，而且“过于经常[...]看起来像一个粗略简化的样例。”
2011年7月11日，波兰总统布罗尼斯瓦夫·科莫罗夫斯基在纪念耶德瓦布内大屠杀70周年的仪式上请求原谅。在事件发生时，美国犹太人大屠杀幸存者及其后裔聚会副主席Elan Steinberg写道：“犹太人大屠杀幸存者认为耶德瓦布内是纳粹占领国的人民协助对犹太人的屠杀和掠夺的象征。这种与纳粹的勾结广泛存在，却又很少获得承认”以及“今天在杰德瓦本举行的仪式是波兰民族面对真相的重要一步，而且是值得欢迎的一步。”
据报道，2011年9月1日，耶德瓦布内大屠杀的纪念碑被涂抹了纳粹标记和涂鸦，上面写着“他们易燃”和“我不为耶德瓦布内道歉”。波兰发起了反仇恨犯罪调查，情报机构ABW参与了调查过程。波兰总统布罗尼斯瓦夫·科莫罗夫斯基谴责这次破坏行为。外交部长拉多斯瓦夫·西科尔斯基说：“我完全谴责这些犯罪行为，这与波兰的传统格格不入。波兰社会没有这种行为的余地。”波兰首席拉比迈克尔·舒德里希说，破坏者使用纳粹标志既反波兰人又反犹太人，并且“非犹太裔波兰人在纳粹统治下也遭受了可怕的打击......绝大多数波兰人都对刚刚发生的事感到震惊。”
在2016年的一次电视采访中，波兰教育部长安娜·扎列夫斯卡对波兰人是否参与大屠杀表示怀疑，并说：“耶德瓦布内是一个涉及许多误解和偏见的历史事实。我不是专家，但围绕这种戏剧性情况的真相是有争议的。”当采访者问她波兰人是否杀死了他们的犹太邻居时，扎列夫斯卡称这是其中一种观点，并说其他研究人员已经对耶德瓦布内发生的事情做出了其他结论。她还称格罗斯的研究带有偏见且不真实。两个月后的一次电台采访中，她说波兰人对大屠杀同样负有责任，但同时补充称波兰当时正被纳粹德国占领，而且波兰地下国惩处了杀害犹太人的的行为。

## 注解
1. 1 2 3 4  Prof. Tomasz Strzembosz（英语：Tomasz Strzembosz）.  ["Inny obraz sąsiadów"]. Rzeczpospolita. 31 March 2001,. no. 77  [May 18, 2015]. Translation: "A separate problem concerns the townsmen who had been named during the interrogations conducted by the Security Office [UB] functionaries. That is because, on this point, the statements were all retracted in court as having been obtained through torture." Polish-language original text:  "Osobnym problemem są mieszkańcy miasteczka wymieniani podczas zeznań składanych na ręce funkcjonariuszy Urzędu Bezpieczeństwa. A to z tego powodu, że zeznania te, właśnie w tym punkcie, były gremialnie odwoływane na sali sądowej jako wymuszone torturami.". （原始内容存档于June 10, 2001） –Internet Archive.
2. 1 2  P.A.I.C., The Jedwabne Tragedy. 的存檔，存档日期2012-07-16. Polish Academic Information Center, University of Buffalo, 2000.
3. 1 2 3  "Pogrom in Jedwabne: Course of Events （页面存档备份，存于）, Polin Museum, 09 July 2016; accessed 2 April 2018
4. ↑  "Pogroms" （页面存档备份，存于）, Holocaust Encyclopedia, US Holocaust Memorial Museum
5. ↑  The Neighbors Respond: The Controversy over the Jedwabne Massacre in Poland edited by Antony Polonsky, Joanna B. Michlic p.338
6. ↑  [archive.is/vw1if IPN (2002), Końcowe ustalenia śledztwa w sprawie zabójstwa obywateli polskich narodowości żydowskiej w Jedwabnem w dniu 10 lipca 1941 r.]
7. 1 2  Contested memories By Joshua D. Zimmerman, Rutgers University Press - Publisher; page 67-68
8. ↑  .   [2019-03-12]. （原始内容存档于2020-08-19）.
9. 1 2 3 4  Alexander B. Rossino, Polish 'Neighbors' and German Invaders: Contextualizing Anti-Jewish Violence in the Białystok District during the Opening Weeks of Operation Barbarossa, Polin: Studies in Polish Jewry, Volume 16 (2003). Internet Archive. Referenced citations: #58. The Partisan: From the Valley of Death to Mount Zion by Yitzhak Arad; #59. The Lesser of Two Evils: Eastern European Jewry under Soviet Rule, 1939-1941 by Dov Levin; and #97. Abschlussbericht, 17 March 1964 in ZStL, 5 AR-Z 13/62, p. 164.
10. ↑   (PDF).   [2019-03-12]. （原始内容存档 (PDF)于2012-11-14）.
11. 1 2  http://www.jewishgen.org/Yizkor/Jedwabne/Yedwabne.html （页面存档备份，存于） Jedwabne Yizkor book, published in Jerusalem in 1980.
12. ↑   （页面存档备份，存于）, YIVO Encyclopedia
13. ↑  Gross, Jan T. (2001), Neighbors: The Destruction of the Jewish Community in Jedwabne, Poland, p. 18
14. 1 2  Gross (2001), Neighbors, p. 19
15. ↑  . 2016-06-13  [2019-03-12]. （原始内容存档于2018-07-05）.
16. ↑  Kitchen, Martin. . Longman. 1990: 74  [2019-03-12]. ISBN 978-0-582-03408-2. （原始内容存档于2019-08-21）. The joint invasion of Poland was celebrated with a parade by the Wehrmacht and the Red Army in Brest Litovsk
17. ↑  Raack, Richard. . Stanford University Press. 1995: 58  [2019-03-12]. ISBN 978-0-8047-2415-9. （原始内容存档于2020-09-07）. The generals of the two invading armies went over the details of the prearranged line that would mark the two zones of conquest for Germany and Soviet Russia, subsequently to be rearranged one more time in Moscow. The military parade that followed was recorded by Nazi cameras and celebrated in the German newsreel: German and Soviet generals cheek by jowl in military homage to each other's armies and victories.
18. ↑  .   [2019-03-12]. （原始内容存档于2018-09-11）.
19. 1 2  Tec, Nechama. . Oxford University Press US. 1993. ISBN 978-0-19-509390-2.
20. ↑  Holc, Janine P., "Working through Jan Gross's 'Neighbors'", Slavic Review Vol. 61, No. 3 (Autumn, 2002), p. 454
21. ↑  . The New York Review of Books. 2015-11-19  [2019-03-12]. （原始内容存档于2021-05-07）.
22. ↑  Bikont, Anna. . New York: Farrar, Straus and Giroux. 2015. ISBN 978-0-374-17879-6. OCLC 899949605.
23. ↑  Barkan, Elazar; Cole, Elizabeth A.; Struve, Kai. . Leipziger Universitätsverlag. 2007: 136, 151  [2019-03-12]. ISBN 978-3865832405. （原始内容存档于2019-08-22）. 'Opaskowcy' were called such for the red armbands they wore.[p.151]
24. ↑  Bikont, Anna. . Farrar, Straus and Giroux. 2015-09-15. ISBN 9780374710323 （英语）.
25. ↑  Strzembosz, Tomasz. 由Jerzy Michałowicz翻译.  (PDF). Yad Vashem Studies. 2002, XXX: 7–20  [2019-03-12]. PDF file, direct download. 原始内容存档于2011-08-05. The localities in question include: Grodno, Skidel (see the Skidel revolt), Jeziory, Łunna, Wiercieliszki, Wielka Brzostowica, Ostryna, Dubna, Dereczyn, Zelwa, Motol, Wołpa, Janów Poleski, Wołkowysk, and Drohiczyn Poleski.
26. 1 2 3 4 5  . 2008-04-23  [2019-03-12]. Report by Leon Kieres, President of the Institute of National Remembrance, for the period from July 1, 2000 to June 30, 2001. Donald Tusk presiding. Following his detailed Report of the Jedwabne Investigation, Leon Kieres responds to questions from the Senate. Statement by Senator Jadwiga Stokarska (translation): "With the Soviet arrival, Poles were laid off immediately, and all administrative offices, including municipal, were staffed by Jews who were also handed out weapons and formed the local militia. Many joined the NKVD, the Komsomol and the Bolshevik Party, compiled the list of Poles to be sent to Siberia, and performed their deportations directly." Original: "Po wejściu Rosjan natychmiast z urzędów zwolniono Polaków i wszystkie urzędy, łącznie z miejskim, obsadzili Żydzi. Otrzymali oni od Rosjan broń i utworzyli miejscową milicję. Sporo młodych Żydów wstąpiło do NKWD, do Komsomołu, do partii bolszewickiej. W Jedwabnem Żydzi utworzyli listę Polaków do wywózki na Sybir i bezpośrednio ją nadzorowali.". （原始内容存档于2008-04-23） –Internet Archive （波兰语）.
27. ↑  Alexander B. Rossino, Polish 'Neighbors' and German Invaders: Contextualizing Anti-Jewish Violence in the Białystok District during the Opening Weeks of Operation Barbarossa, Polin: Studies in Polish Jewry, Volume 16 (2003). See citation #43: Michal Gnatowski, "W radzieckich okowach: studium o agresji 17 wrzesnia 1939 r. i radzieckiej polityce w regionie Łomzynskim w latach 1939-1941" (Łomza: Łomzynskie Tow. Nauk. im. Wagów, 1997), p. 115. Among the 22,353 deportees, were families from around Białystok, Jedwabne, Łomża and Wizna.
28. ↑  Pogonowski, Iwo Cyprian. . Panel Jedwabne – A Scientific Analysis. Georgetown University, Washington DC: Polish Institute of Arts and Sciences in America. June 8, 2002  [2019-03-12]. （原始内容存档于2013-10-19）.
29. ↑  Sanford, p. 23; （波兰語） Olszyna-Wilczyński Józef Konstanty （页面存档备份，存于）, Encyklopedia PWN（英语：Internetowa encyklopedia PWN）. Retrieved 14 November 2006.
30. 1 2  Prof. Iwo Cyprian Pogonowski, "Jedwabne: The Politics of Apology" （页面存档备份，存于）, presented at the Panel Jedwabne – A Scientific Analysis, Polish Institute of Arts and Sciences in America, Inc., June 8, 2002, Georgetown University, Washington DC.
31. ↑  Jerzy Lukowski, Hubert Zawadzki, A Concise History of Poland, （页面存档备份，存于） page 261.
32. ↑  Christopher R. Browning, Jürgen Matthäus, The Origins of the Final Solution, page 262. （页面存档备份，存于） Publisher University of Nebraska Press, 2007. ISBN 0-8032-5979-4
33. ↑  June 29, 1941, Warsaw - Order No.1 of Reinhard Heydrich to the Einsatzgruppen Commanders on "Self-Cleansing" Operations and the Role to be Played in the Same by German Military and Police Forces (excerpts), "Inferno of Choices," p. 21 PDF file, direct download. （页面存档备份，存于）
34. ↑  Michael C. Steinlauf. Bondage to the Dead. Syracuse University Press, p. 30.
35. ↑  Paweł Machcewicz, "Płomienie nienawiści", Polityka 43 (2373), October 26, 2002, p. 71-73 The Findings （页面存档备份，存于）
36. ↑  Machcewicz, Paweł; Persak, Krzysztof; Polskiemu, Instytut Pamięci Narodowej--Komisja Ścigania Zbrodni przeciwko Narodowi.  [Around Jedwabne]. Instytut Pamięci Narodowej. 2002: 44–45. ISBN 9788389078087 （波兰语）.
37. ↑  Marci Shore, "Conversing with Ghosts: Jedwabne, Zydokomuna, and Totalitarianism" （页面存档备份，存于）, Kritika: Explorations in Russian and Eurasian History, Volume 6, Number 2, Spring 2005 (New Series)
pp. 345-374, via Project MUSE
38. ↑  The United States Holocaust Memorial Museum Encyclopedia of Camps and Ghettos, 1933–1945, Geoffrey P. Megargee, Martin C. Dean, and Mel Hecker, Volume II, part A, page 900,
39. 1 2 3 4 5  Antony Polonsky, Joanna B. Michlic. The Neighbors Respond: The Controversy over the Jedwabne Massacre in Poland (Przednia okładka) （页面存档备份，存于）, Princeton University Press, 2009.
40. ↑  Gross (2001), Neighbors, p. 75.
41. ↑  Maik, Michael; Ben-Dov, Avigdor; Ben-Dov, Laia. . Avigdor and Laia Ben-Dov. 2004: 38–39. ISBN 9789659070107 （英语）.
42. ↑  Yitzchak Ivri, ed., Book of Kehilat Ostrolenka: Yizkor Book of the Jewish Community of Ostrolenka, Tel Aviv, Irgun Yotzei Ostrolenka in Israel, 2009, p. 384.
43. ↑  Zissman, Harold. . Syracuse University Press. 2005. ISBN 9780815608394 （英语）.
44. ↑  IPN Communiqué. Final findings.  (PDF).   [2012-11-14]. （原始内容 (PDF)存档于November 14, 2012）.. Facsimile of the original document in full. Institute of National Remembrance, June 30, 2001. PDF file, direct download 25.4 MB. （波兰語）
45. ↑  Gross, Neighbors p. 17-18 (Polish edition)
46. ↑  Chodakiewicz, Marek Jan. . East European Monographs. 2005: 88. ISBN 9780880335546 （英语）.
47. ↑  .   [2019-03-12]. （原始内容存档于2018-10-30）.
48. ↑  Joanna Michlic, Coming to Terms with the Dark Past: The Polish Debate about the Jedwabne Massacre (Analysis of Current Trends in Antisemitism), Jerusalem, Hebrew University of Jerusalem, 2002.
49. ↑  "Righteous Among Nations" （页面存档备份，存于）, Yad Vashem database
50. ↑  "Woman who helped Jedwabne Jews dies" （页面存档备份，存于）, The News, Radio Poland, 12 February 2011; accessed 2 April 2018
51. ↑   （页面存档备份，存于）, Marucha blog
52. ↑  Shore, Marci. . Kritika: Explorations in Russian and Eurasian History. 2005, 6 (2): 345–374  [2019-03-12]. doi:10.1353/kri.2005.0027. （原始内容存档于2019-08-19）.
53. ↑  Poręba, "Jedwabne - ostatni świadek" (The Last Witness). Interview with Jerzy Laudański (son of Czesław Laudański of Jedwabne), TV documentary directed by Bohdan Poręba. 1:07:00 (Polish).&t=0h0m0s YouTube上的
54. ↑  Michlic, Polonsky, ibidem. "Memories and Methodologies," page 306.
55. ↑  Paweł Machcewicz, professor of history at the Warsaw University, Wokół Jedwabnego, 2002; see: excerpt in "The Jedwabne Case" ABSTRACTS, translated by Christina Manetti, Institute of National Remembrance, Poland
56. ↑  Alexander B. Rossino, historian at the United States Holocaust Memorial Museum in Washington, D.C. . Polin: Studies in Polish Jewry. 2003, 16. （原始内容存档于February 22, 2014）. Cited by Bogdan Musial in: "Konterrevolutionäre Elemente sind zu erschiessen": Die Brutalisierung des deutsch-sowjetischen Krieges im Sommer 1941, (Berlin: Propyläen, 2000), pp. 32, 62.
57. ↑  Piotr Wróbel. . Dagmar Herzog: Lessons and Legacies: The Holocaust in international perspective (Northwestern University Press). 2006: 391–396  [May 10, 2011]. ISBN 978-0-8101-2370-0.
58. ↑  Michlic, Joanna. Coming to Terms with the Dark Past: The Polish Debate about the Jedwabne Massacre (Analysis of Current Trends in Antisemitism). Jerusalem : Hebrew University of Jerusalem, 2002.
59. ↑  Rossino, Alexander B. . Polin. 2003, 16. Note 97. 原始内容存档于February 22, 2014. Cited in German court hearing: Vernehmung von Oberregierungsrat Graf von dem G., 2 September 1960. ZStL, 5 AR-Z 13/62, p. 11.
60. ↑  Thomas Urban, reporter of the Süddeutsche Zeitung; Polish text: "Poszukiwany Hermann Schaper", in Rzeczpospolita, Sept 1-2, 2001
61. 1 2 3  "Manslaughter of Jewish Inhabitants of Jedwabne." （页面存档备份，存于） Institute of National Remembrance. Warsaw, Poland. Publication date: 18 November 2003.
62. ↑  Gross, Jan Tomasz. . Sejny: Pogranicze. 2000. ISBN 978-83-86872-13-8 （波兰语）.
63. ↑  Antony Polonsky; Joanna B. Michlic.  (Google books preview). The Neighbors Respond: The Controversy over the Jedwabne Massacre in Poland (Ibidem: Princeton University Press). 2009-04-11: 452  [November 10, 2012]. ISBN 978-1400825813. （原始内容存档于2019-08-19）.
64. ↑  A Response by Jan T. Gross, Slavic Review, vol. 61, no. 3 (Autumn, 2002), pp. 483-489 http://www.timeandspace.lviv.ua/files/session/Forum_on_Jan_Gross_5_149.pdf （页面存档备份，存于）
65. ↑  Polak, Joseph A.  (PDF). Tradition: A Journal of Orthodox Jewish Thought. Winter 2001, 35: 23–43  [26 May 2018].
66. 1 2  Jedwabne postanowienie (resolution). 的存檔，存档日期2012-11-14. IPN Gov.pl PDF file, direct download.
67. ↑  .   [2019-03-12]. （原始内容存档于2019-08-23）.
68. ↑  Holocaust Denial: The Politics of Perfidy （页面存档备份，存于）, edited by Robert S. Wistrich, chapter by Joanna Michlic, page 81
69. ↑  Rabbi Jacob Baker， “我们互相信任” （页面存档备份，存于）波兰布法罗大学波兰学术信息中心。
70. ↑  IPN. . The Warsaw Voice Monthly. July 17, 2003. （原始内容 (Internet Archive)存档于March 3, 2011）.
71. ↑  Findings of Investigation S 1/00/Zn into the Murder of Polish Citizens of Jewish Origin in the Town of Jedwabne on 10 July 1941, pursuant to Article 1 Point 1 of the Decree of 31 August 1944 （页面存档备份，存于）. In: Antony Polonsky & Joanna B. Michlic, eds. The Neighbors Respond:  The Controversy over the Jedwabne Massacre in Poland. Princeton University Press, 2003.
72. ↑  Antony Polonsky and Joanna B. Michlic, The Neighbors Respond: The Controversy over the Jedwabne Massacre in Poland, Princeton, N.J., Princeton University Press, 2004, ISBN 0-691-11306-8, p. 134.
73. 1 2 3  The neighbors respond: the controversy over the Jedwabne Massacre in Poland By Antony Polonsky, Joanna B. Michlic. Page 134 （页面存档备份，存于） Princeton University Press, 2004. ISBN 0-691-11306-8
74. ↑  Polonsky and Michlic, The Neighbors Respond, 2004
75. ↑  Paweł Machcewicz, Krzysztof Persak, Wokół Jedwabnego,  vol. 1: Studia (525 pp.); vol. 2: Dokumenty (1,034 pp.), Warsaw, Instytut Pamięci Narodowej – Komisja Ścigania Zbrodni przeciwko Narodowi Polskiemu, 2002. See: Google bibliogroup. ISBN 8389078082.
76. 1 2 3 4  Michlic (2002) Coming to Terms with the Dark Past
77. ↑  Elżbieta Południk, Andrzej Kaczyński, Wyniki śledztwa w sprawie Jedwabnego - Jednak sąsiedzi （页面存档备份，存于）, Rzeczpospolita, 10 June 2002
78. 1 2  Jędrysik Miłada. . Gazeta Wyborcza. 2006-07-09  [January 1, 2012]. （原始内容存档于2015-04-03）.
79. ↑  IPN.  [Komunikat dot. postanowienia o umorzeniu śledztwa w sprawie zabójstwa obywateli polskich narodowości żydowskiej w Jedwabnem w dniu 10 lipca 1941 r.]. Instytut Pamięci Narodowej IPN, Ul. Towarowa 28, 00-839. June 30, 2003. （原始内容存档于June 20, 2013） （波兰语）.
80. ↑  IPN.  [Postanowienie o umorzeniu śledztwa] (PDF). Instytut Pamięci Narodowej, Oddziałowa Komisja SZpNP, Białystok.   [2019-03-12]. （原始内容存档 (PDF)于2021-02-25） –PDF direct download, scanned from the IPN original; 203 pages （波兰语）. Investigation closed due to perpetrators unknown (wobec niewykrycia sprawców czynu).
81. ↑  Białous, Adam. . Nasz Dziennik. July 11–12, 2009.
82. ↑  Agnieszka Arnold纪录片导演 （页面存档备份，存于）威尔玛剧院
83. ↑  Two Barns (English version) on vimeo[永久]
84. ↑  Elazar Barkan; Elizabeth A. Cole; Kai Struve.  (PDF direct download, 796 KB). Leipziger Beitrage zur Judischen Geschichte und Kultur. Leipzig: Simon - Dubnow - Institut: 8. 2007  [November 9, 2012].
85. ↑  Sylvie Kauffmann. . London: The Guardian. 19 December 2002  [2011-10-07]. （原始内容存档于2021-01-16）.
86. ↑  Neighbors, p.117
87. ↑  Neighbors, p.133
88. 1 2  Bogdan Musial, "The Pogrom in Jedwabne: Critical Remarks about Jan T. Gross' Neighbors", pp. 304-343; in Michlic and Polonsky, The Neighbors Respond (ibidem).
89. ↑  The Neighbors Respond: The Controversy over the Jedwabne Massacre in Poland （页面存档备份，存于）, Antony Polonsky & Joanna Michlic, Princeton University Press, page 53
90. ↑  The Testimony of Szmul Wasersztein, one of the seven Jewish survivors, about the murder of the Jews in Jedwabne, 5 April 1945 （页面存档备份，存于）, Yad Vashem
91. ↑  My Father's Wars: Migration, Memory, and the Violence of a Century （页面存档备份，存于）, Routledge, 2014, Alisse Waterston, pages 85-87
92. ↑  Joanna Michlic, Antony Polonsky, The Neighbors Respond.  Princeton University Press – Publisher. Chapter: Official Statements, page 135, and Bogdan Musial, in "Memories and Methodologies," page 334. （页面存档备份，存于）
93. ↑  Tomasz Strzembosz, 'Jedwabne 1941,' http://www.antyk.org.pl/ojczyzna/jedwabne/strzembosz.htm （页面存档备份，存于）
94. ↑  Marek Jan Chodakiewicz, 'Research Before Conclusion: The Problems of Shock Therapy in Jedwabne,' http://glaukopis.pl/pdf/czytelnia/ResearchBeforeConclusion.pdf （页面存档备份，存于）
95. ↑  Alexander B. Rossino, "Polish 'Neighbors' and German Invaders: Contextualizing Anti-Jewish Violence in the Białystok District during the Opening Weeks of Operation Barbarossa"; Polin: Studies in Polish Jewry, Volume 16 (2003).
96. ↑  .   [2019-03-12]. （原始内容存档于2020-08-20）.
97. ↑  Michlic, Joanna B.; Polonsky, Antony. . History. 2008, 93 (309): 154–158. doi:10.1111/j.1468-229X.2008.00415.x.
98. 1 2  Polonsky, A., & Michlic, J. B. (2004). The neighbors respond: the controversy over the Jedwabne Massacre in Poland. Princeton, N.J.: Princeton University Press. ISBN 0-691-11306-8
99. ↑  Chodakiewicz, Marek. .   [2018-05-20]. （原始内容存档于2018-07-04）.
100. ↑  Marshall Poe. . Interview with Marek Jan Chodakiewicz. New Books in History. November 8, 2012  [November 9, 2012]. （原始内容存档于2016-10-03）.
101. ↑  Marek Jan Chodakiewicz. . University of Michigan: East European Monographs. 2005  [November 9, 2012]. ISBN 978-0880335546.
102. ↑  .   [2019-03-12]. （原始内容存档于2018-03-13）.
103. ↑   （页面存档备份，存于）Piotr Wróbel, "The Massacre in Jedwabne, July 10, 1941: Before, During, and After", The Sarmatian Review, 26.3 (2006), pp. 1238-1241.
104. ↑  Polonsky, Antony; Michlik, Joanna. . History. January 2008, 93 (309): 154–158. doi:10.1111/j.1468-229x.2008.00415.x.
105. ↑  Professor Peter D. Stachura.  (PDF). Review of Professor Marek Jan Chodakiewicz's monograph, The Massacre in Jedwabne, July 10, 1941: Before, During, and After (East European Monographs, Boulder, CO.; distributed by Columbia University Press, New York, 2005). The Centre for Research in Polish History, University of Stirling. February 6, 2008  [November 9, 2012]. （原始内容 (PDF direct download, 69.8 KB)存档于2017-05-10）.
106. ↑  List of articles on Jedwabne compiled by Rzeczpospolita, 2012
107. ↑  Thou Shalt Not Kill: Poles on Jedwabne.
108. ↑  . Radzilow.com.   [2011-10-07].
109. ↑  Kate Connolly in Berlin. . London: The Guardian. 11 July 2001  [2011-10-07]. （原始内容存档于2021-04-10）.
110. ↑  . Dialog.org.   [2011-10-07]. （原始内容存档于2021-01-23）.
111. ↑  .   [2019-03-12]. （原始内容存档于2018-03-16）.
112. ↑  Wiemy i potępiamy (We know, and we condemn). （页面存档备份，存于） Republic of Poland. Archives.
113. 1 2  .   [2019-03-12]. （原始内容存档于2012-05-24）.
114. 1 2  Alvin H. Rosenfeld, 'Facing Jedwabne.' American Jewish Committee. Retrieved November 8, 2012.
115. ↑  .   [2019-03-12]. （原始内容存档于2021-10-09）.
116. ↑  .   [2019-03-12]. （原始内容存档于2018-07-07）.
117. ↑  Iwo Cyprian Pogonowski, YouTube上的"Prawda o Jedwabnem" (The Truth about Jedwabne).  In Polish. Recorded in 2008. 44:46 minutes. Fundacja Lux Veritatis.
118. ↑  . Thejc.com.   [2011-10-07]. （原始内容存档于2021-01-25）.
119. ↑  . Thejc.com. 2010-11-08  [2011-10-07]. （原始内容存档于2021-03-14）.
120. ↑  Accusing Euro-sceptics of anti-Semitism is the most shameful tactic yet （页面存档备份，存于） by Daniel Hannan On Daily Telegraph website
121. ↑  Nathan, John. "Our Class and the bloody history of Poland that refuses to die"[], The Times, September 11, 2009.
122. ↑  Cavendish, Dominic. "Is Our Class at the National Theatre really such a reliable history lesson?" （页面存档备份，存于）, The Daily Telegraph, November 9, 2009.
123. ↑  . Haaretz. 2011-07-11  [2011-07-11]. （原始内容存档于2015-09-24）.
124. ↑  . JTA. 2011-07-11  [2011-07-11]. （原始内容存档于2011-07-13）.
125. 1 2  Andrusz, Katya. . Bloomberg. 2 September 2011  [2011-10-07]. （原始内容存档于2013-03-08）.
126. ↑  . Los Angeles: JewishJournal.com. September 1, 2011  [2019-03-12]. （原始内容存档于2015-04-04）.
127. ↑  Rp.pl. . rp.pl.   [2011-10-07]. （原始内容存档于2015-04-03）.
128. ↑  . DEON.pl after Polska Agencja Prasowa. 1 September 2011  [September 2, 2011]. （原始内容存档于2019-05-30）.
129. ↑  JTA, 'Memorial to Jedwabne pogrom vandalized,' （页面存档备份，存于） 2011-09-01.
130. 1 2  Aderet, Ofer. . Haaretz. 17 July 2016  [30 December 2017]. （原始内容存档于2018-01-07）.
131. ↑  Gera, Vanessa. . The Times of Israel. 14 July 2016  [1 January 2018]. （原始内容存档于2021-03-14）.
132. 1 2 3  . Wprost. 7 September 2017  [1 January 2018]. （原始内容存档于2020-12-01）.

## 拓展阅读
- Grünberg, S. (2005). The Legacy of Jedwabne. Spencer, NY: LogTV, LTD.
- Zimmerman, J. D. (2003). Contested memories: Poles and Jews during the Holocaust and its aftermath. New Brunswick, NJ: Rutgers University Press. ISBN 0-8135-3158-6
- Thou Shalt Not Kill. Poles on Jedwabne, Więź.